# Inteligencia emocional
La inteligencia emocional (IE) es un constructo que se refiere a la capacidad de los individuos para reconocer sus propias emociones y las de los demás, discernir entre diferentes sentimientos y etiquetarlos apropiadamente. Utilizar información emocional para guiar el pensamiento y la conducta, además de administrar o ajustar las emociones para adaptarse al ambiente y conseguir objetivos.
Por el contrario, el analfabetismo emocional es la falta de habilidades para comprender, manejar y expresar adecuadamente las emociones propias y/o ajenas. Las personas que tienen dificultades para manejar sus emociones pueden experimentar problemas de salud mental, relaciones interpersonales insatisfactorias, dificultades en el trabajo y problemas de adaptación social en general. Además, el analfabetismo emocional puede contribuir a la polarización social y la falta de empatía entre los individuos y los grupos.

## Historia
Las definiciones populares de inteligencia hacen importantes los aspectos cognitivos, tales como la memoria y la capacidad para resolver problemas cognitivos, sin embargo Edward L. Thorndike, en 1920, utilizó el término inteligencia social para describir la habilidad de comprender y motivar a otras personas. En 1940, David Wechsler describió la influencia de factores no intelectivos sobre el comportamiento inteligente y sostuvo, además, que los test de inteligencia no serían completos hasta que no se pudieran describir adecuadamente estos factores.
El trabajo de estos autores tuvo repercusión. En 1983, Howard Gardner, en su libro Inteligencias múltiples: la teoría en la práctica, introdujo la idea de que los indicadores de inteligencia, como el cociente intelectual, no explican plenamente la capacidad cognitiva, porque no tienen en cuenta ni la “inteligencia interpersonal” —la capacidad para comprender las intenciones, motivaciones y deseos de otras personas— ni la “inteligencia intrapersonal” —la capacidad para comprenderse uno mismo, apreciar los sentimientos, temores y motivaciones propios—.
El primer uso del término inteligencia emocional se atribuye generalmente a Wayne Payne, quien lo cita en su tesis doctoral Un estudio de las emociones: el desarrollo de la inteligencia emocional (1985). Sin embargo, esta expresión ya había aparecido antes en textos de Beldoch (1964) y Leuner (1966). Stanley Greenspan también propuso un modelo de inteligencia emocional en 1989, al igual que Peter Salovey y John D. Mayer.
El interés por las repercusiones de las emociones en ámbitos como las relaciones en el trabajo impulsó la investigación sobre el tema, pero la popularización del término se debe a la obra de Daniel Goleman, Inteligencia emocional, publicada en 1995. El libro tuvo gran repercusión, en forma de artículos en periódicos y revistas, tiras cómicas, programas educativos, cursos de formación para empresas, juguetes, o resúmenes divulgativos de los propios libros de Goleman.
Para Daniel Goleman la inteligencia emocional es la capacidad de reconocer las emociones, tanto propias como ajenas, y de gestionar nuestra respuesta a ellas.
Algunos párrafos de la obra se citan a continuación:

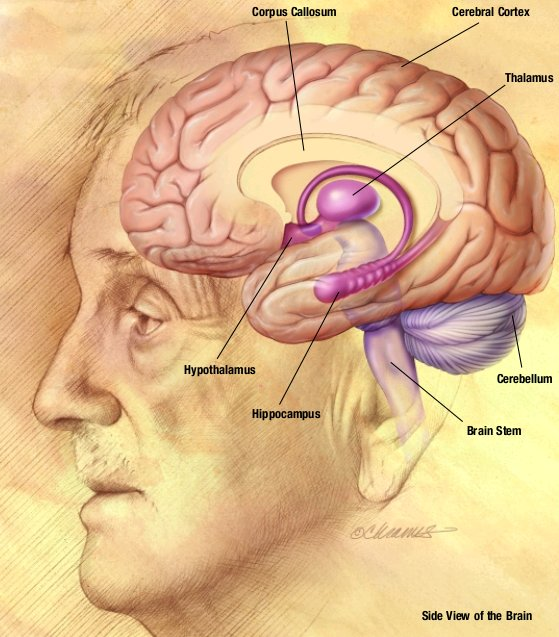
Imagen esquemática del cerebro

Para comprender el gran poder de las emociones sobre la mente pensante —y la causa del frecuente conflicto existente entre los sentimientos y la razón— debemos considerar la forma en que ha evolucionado el cerebro.

La región más primitiva del cerebro es el tronco encefálico, que regula las funciones vitales básicas, como la respiración o el metabolismo, y lo compartimos con todas aquellas especies que disponen de sistema nervioso, aunque sea muy rudimentario. De este cerebro primitivo emergieron los centros emocionales que, millones de años más tarde, dieron lugar al cerebro pensante: el neocórtex. El hecho de que el cerebro emocional sea muy anterior al racional y que éste sea una derivación de aquél, revela con claridad las auténticas relaciones existentes entre el pensamiento y el sentimiento.

El neocórtex permite un aumento de la sutileza y la complejidad de la vida emocional, aunque no gobierna la totalidad de la vida emocional porque, en estos asuntos, delega su cometido en el sistema límbico. Esto es lo que confiere a los centros de la emoción un poder extraordinario para influir en el funcionamiento global del cerebro, incluyendo a los centros del pensamiento.

## La sede de las pasiones

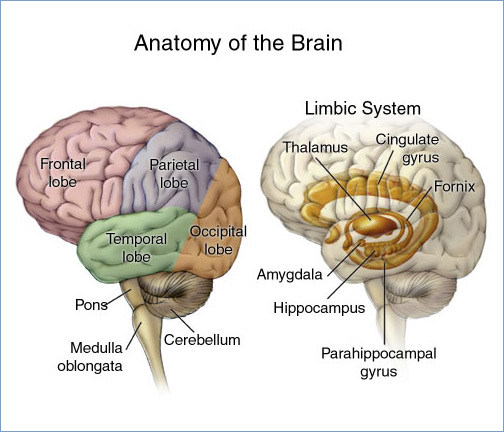
Imagen anatómica del cerebro

La amígdala cerebral y el hipocampo fueron dos piezas clave del primitivo «cerebro olfativo» que, a lo largo del proceso evolutivo, terminó dando origen al córtex y posteriormente al neocórtex. La amígdala tiene forma de almendra con estructuras interconectadas asentadas sobre el tronco cerebral. Hay dos amígdalas, una a cada lado del cerebro. La nuestra es la más grande comparada con la del resto de primates. La amígdala está especializada en las cuestiones emocionales y se considera una estructura límbica muy ligada a los procesos del aprendizaje y la memoria. Si se separara la amígdala del cerebro no sería posible apreciar el significado emocional de diversos acontecimientos, a lo cual se conoce como ceguera afectiva. Además de la pérdida de afecto y la consecuente pérdida de memoria, la amígdala, junto con la circunvolución cingulada, permite la secreción de lágrimas y funciona como un depósito de la memoria. Por ello, quienes viven sin amígdala prácticamente pierden la memoria, ya que la amígdala guarda aquellos recuerdos que más impacto emocional tuvieron en nuestra vida, como los traumas o nuestros momentos más felices. Constituye una especie de depósito de la memoria emocional. Es la encargada de activar la secreción de dosis masivas de noradrenalina, que estimula los sentidos y pone al cerebro en estado de alerta.
LeDoux descubrió que la octava zona cerebral por la que pasan las señales sensoriales procedentes de los ojos o de los oídos es el tálamo, a partir de ahí y a través de una sola sinapsis, la amígdala. Otra vía procedente del tálamo lleva la señal hasta el neocórtex, permitiendo que la amígdala comience a responder antes de que el neocórtex haya ponderado la información. Según LeDoux: «anatómicamente hablando, el sistema emocional puede actuar independientemente del neocórtex. Existen ciertas reacciones y recuerdos emocionales que tienen lugar sin la menor participación cognitiva consciente».

## Cuando las emociones son rápidas y lentas
La importancia evolutiva de ofrecer una respuesta rápida que permitiera ganar unos milisegundos críticos ante las situaciones peligrosas debió ser vital para nuestros antepasados, pues esa configuración ha quedado impresa en el cerebro de todo protomamífero, incluyendo los humanos. Para LeDoux: «El rudimentario cerebro menor de los mamíferos es el principal cerebro de los no mamíferos, un cerebro que permite una respuesta emocional muy veloz. Pero, aunque veloz, se trata también, al mismo tiempo, de una respuesta muy tosca, porque las células implicadas solo permiten un procesamiento rápido, pero también impreciso», y estas rudimentarias confusiones emocionales —basadas en sentir antes que en pensar— son las «emociones precognitivas».

## Cerebro y orquestación emocional
Según las neurociencias contemporáneas, la amígdala prepara una reacción emocional ansiosa e impulsiva, pero otra parte del cerebro se encarga de elaborar una respuesta más adecuada. El regulador cerebral que desconecta los impulsos de la amígdala parece encontrarse en el extremo de una vía nerviosa que va al neocórtex, en el lóbulo prefrontal. El área prefrontal constituye una especie de modulador de las respuestas proporcionadas por la amígdala y otras regiones del sistema límbico, permitiendo la emisión de una respuesta más analítica y proporcionada. El lóbulo prefrontal izquierdo parece formar parte de un circuito que se encarga de desconectar —o atenuar parcialmente— los impulsos emocionales más perturbadores.

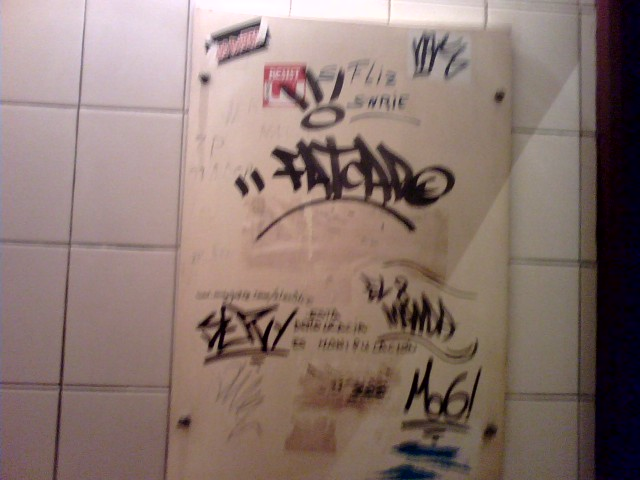
Vandalismos en forma de pintadas

## Gestiones
La inteligencia emocional se refiere a la habilidad de reconocer, comprender y gestionar las propias emociones y las emociones de los demás. Esta habilidad tiene componentes cognitivos, emocionales y conductuales, y está relacionada con la forma en que interactuamos con el mundo y con los demás. El cerebro desempeña un papel fundamental en la inteligencia emocional, ya que es el órgano responsable de procesar las emociones y regular las respuestas emocionales.

## Armonizar emoción y pensamiento
Las conexiones existentes entre la amígdala (y las estructuras límbicas) y el neocórtex constituyen el centro de gestión entre los pensamientos y los sentimientos. Esta vía nerviosa explicaría el motivo por el cual la emoción es fundamental para pensar eficazmente, tomar decisiones inteligentes y permitirnos pensar con claridad. La corteza prefrontal es la región cerebral que se encarga de la «memoria de trabajo».
Con los cambios emocionales fuertes, es frecuente decir que «no podemos pensar bien» y permite explicar por qué la tensión emocional prolongada puede obstaculizar las facultades intelectuales del niño y dificultar así su capacidad de aprendizaje. Los niños impulsivos y ansiosos, a menudo desorganizados y problemáticos, parecen tener un escaso control prefrontal sobre sus impulsos límbicos. Este tipo de niños presenta un elevado riesgo de problemas de fracaso escolar, alcoholismo y delincuencia, pero no tanto porque su potencial intelectual sea bajo sino porque su control sobre su vida emocional se halla severamente restringido.
Las emociones son importantes para el ejercicio de la razón. Entre el sentir y el pensar, la emoción guía nuestras decisiones, trabajando con la mente racional y capacitando —o incapacitando— al pensamiento mismo. Igualmente, el cerebro pensante desempeña un papel fundamental en nuestras emociones, exceptuando aquellos momentos en los que las emociones se desbordan y el cerebro emocional asume por completo el control de la situación. En cierto modo, tenemos dos cerebros y dos clases diferentes de inteligencia: la inteligencia racional y la inteligencia emocional y nuestro funcionamiento vital está determinado por ambos.
El psicólogo estadounidense John Maxtell rompe el concepto de dos cerebros o distintos tipos de inteligencia. Basándose en su teoría de la evolución autocondicionada, afirma que nuestra capa de pensamiento racional se ha desarrollado para dar cobertura a nuestro lado emocional, la razón nos proporciona el cómo. Aunque por lo general solo percibimos nuestras emociones en momentos de desbordamiento, lo cierto es que las tenemos constantemente. Todo nuestro pensamiento, comportamiento personal y social está orientado a mantenernos dentro de los límites de nuestro confort emocional y, en resumidas cuentas, vivos.
Un ejemplo práctico sería el siguiente: un peatón que deambule por una ciudad abarrotada de coches, optará por cruzar las avenidas por los pasos de cebra y cuando el semáforo esté en verde para los peatones. Sin ser un caso de desbordamiento emocional, el miedo que siente a ser atropellado genera la necesidad de buscar alternativas seguras para cruzar la calle, usar su capa racional para interpretar los símbolos dispuestos para este propósito es la opción más segura, la razón nos proporciona el cómo. Si no tuviésemos el mismo miedo a ser atropellados, las ciudades no podrían tener el diseño que actualmente tienen, ¿Qué nos impediría cruzar por cualquier parte?

## La naturaleza de la inteligencia emocional
Las características de la llamada inteligencia emocional son: la capacidad de motivarnos a nosotros mismos, de perseverar en el empeño a pesar de las posibles frustraciones, de controlar los impulsos, de diferir las gratificaciones, de regular nuestros propios estados de ánimo y la capacidad de empatizar y confiar en los demás.

## Medición de la inteligencia emocional y el CI
No existía una prueba psicológica capaz de determinar el «grado de inteligencia emocional», a diferencia de lo que ocurre con las pruebas que miden el cociente intelectual (CI). Jack Block, psicólogo de la Universidad de Berkeley, ha utilizado una medida similar a la inteligencia emocional que él denomina «capacidad adaptativa del ego», estableciendo dos o más tipos teóricamente puros, aunque los rasgos más sobresalientes difieren ligeramente entre mujeres y hombres:
«Los hombres que poseen una elevada inteligencia emocional suelen ser socialmente equilibrados, extrovertidos, alegres, poco predispuestos a la timidez y a rumiar sus preocupaciones. Demuestran estar dotados de una notable capacidad para comprometerse con las causas y las personas, suelen adoptar responsabilidades, mantienen una visión ética de la vida y son afables y cariñosos en sus relaciones. Su vida emocional es rica y apropiada; se sienten, en suma, a gusto consigo mismos, con sus semejantes y con el universo social en el que viven».
«Las mujeres emocionalmente inteligentes tienden a ser enérgicas y a expresar sus sentimientos sin ambages, tienen una visión positiva de sí mismas y para ellas la vida siempre tiene un sentido. Al igual que ocurre con los hombres, suelen ser abiertas y sociables, expresan sus sentimientos adecuadamente (en lugar de entregarse a arranques emocionales de los que posteriormente tengan que lamentarse) y soportan bien la tensión. Su equilibrio social les permite hacer rápidamente nuevas amistades; se sienten lo bastante a gusto consigo mismas como para mostrarse alegres, espontáneas y abiertas a las experiencias sensuales. Y, a diferencia de lo que ocurre con el tipo puro de mujer con un elevado CI, raramente se sienten ansiosas, culpables o se ahogan en sus preocupaciones».
«Los hombres con un elevado CI se caracterizan por una amplia gama de intereses y habilidades intelectuales y suelen ser ambiciosos, productivos, predecibles, tenaces y poco dados a reparar en sus propias necesidades. Tienden a ser críticos, condescendientes, aprensivos, inhibidos, a sentirse incómodos con la sexualidad y las experiencias sensoriales en general y son poco expresivos, distantes y emocionalmente fríos y tranquilos».
«La mujer con un elevado CI manifiesta una previsible confianza intelectual, es capaz de expresar claramente sus pensamientos, valora las cuestiones teóricas y presenta un amplio abanico de intereses estéticos e intelectuales. También tiende a ser introspectiva, predispuesta a la ansiedad, a la preocupación y la culpabilidad, y se muestra poco dispuesta a expresar públicamente su enfado (aunque pueda expresarlo de un modo indirecto)».
Estos retratos, obviamente, resultan caricaturescos pues toda persona es el resultado de la combinación entre el CI y la inteligencia emocional en distintas proporciones, pero ofrecen una visión muy instructiva del tipo de aptitudes específicas que ambas dimensiones pueden aportar al conjunto de cualidades que constituye una persona.
Actualmente existe un instrumento psicométrico para medir la inteligencia emocional. Se trata del TMMS-24, que puede autoadministrarse y solo requiere honestidad y espontaneidad de quien lo utilice. Cuenta con tres dimensiones de evaluación: "percepción emocional", "comprensión de sentimientos" y "regulación emocional".[cita requerida]
Daniel Goleman también recoge el pensamiento de numerosos científicos del comportamiento humano que cuestionan el valor de la inteligencia racional como predictor de éxito en las tareas concretas de la vida, en los diversos ámbitos de la familia, los negocios, la toma de decisiones o el desempeño profesional. Citando numerosos estudios, Goleman concluye que el coeficiente intelectual no es un buen predictor del desempeño exitoso. La inteligencia pura no garantiza un buen manejo de las vicisitudes que se presentan y que es necesario enfrentar para tener éxito en la vida.[cita requerida]
Según Goleman, la inteligencia emocional puede dividirse en dos áreas:
- Inteligencia intrapersonal: Capacidad de formar un modelo realista y preciso de uno mismo, teniendo acceso a los propios sentimientos y a usarlos como guías en la conducta.

- Inteligencia interpersonal: Capacidad de comprender a los demás; qué los motiva, cómo operan, cómo relacionarse adecuadamente. Capacidad de reconocer y reaccionar ante el humor, el temperamento y las emociones de los otros. Asociada a la empatía y la capacidad de entender cómo sienten y piensan los otros.[cita requerida]

### El aprendizaje de la regulación de las emociones
Regular las respuestas emocionales se puede aprender. Al mismo tiempo es un signo de madurez y de inteligencia. En la primera infancia, habitualmente no se regula la respuesta emocional; simplemente se expresa o se explota. Socialmente se acepta y se perdona este tipo de "sinceridad" en las respuestas emocionales de los niños más pequeños. A medida que se van haciendo mayores, la tolerancia ante esta inmediatez en las respuestas va disminuyendo hasta llegar a la madurez, cuando socialmente se exige la regulación emocional. Con su aprendizaje, el individuo consigue equilibrar dos fuerzas opuestas. Por un lado, la necesidad biológica de la respuesta emocional, y por el otro, la necesidad de respetar determinadas normas de convivencia.
Manel Güell Barceló sostiene que no existen emociones positivas ni negativas, simplemente existen emociones como consecuencia de la respuesta de la persona ante una situación. Determinadas emociones son útiles y traen un beneficio al individuo y otras no. Una respuesta emocional (alegría, ira, vergüenza) será útil en función del contexto. Si la respuesta nos ayuda a relacionarnos con el mundo que nos rodea, con los demás y con nosotros mismos, es adaptativa y será una emoción efectiva. Para este autor, todas las respuestas emocionales son positivas siempre que sus consecuencias lo sean.
Daniel Goleman defiende que el autocontrol emocional no es equivalente a la represión de los sentimientos. El "mal" humor, por ejemplo, también tiene su utilidad; el enojo, la melancolía y el miedo pueden llegar a ser fuentes de creatividad, energía y comunicación; el enfado puede constituir una intensa fuente de motivación, por ejemplo, cuando se dirige a la necesidad de reparar una injusticia o un abuso; el hecho de compartir la tristeza puede hacer que las personas se sientan más unidas y la urgencia nacida de la ansiedad —siempre que no llegue a atribularnos— puede alentar la creatividad. La extinción de todo sentimiento espontáneo tiene un costo físico y mental. La gente que sofoca sus sentimientos —especialmente cuando son muy negativos— eleva su ritmo cardíaco, un signo de estrés que puede abocar a la hipertensión. La competencia emocional implica que las personas saben elegir cómo expresar sus sentimientos.

### Historia reciente de las ciencias de la inteligencia emocional
Se crearon varios modelos principales para explicar la Inteligencia emocional (Trujillo y Rivas, 2005), algunos centrados en habilidades, como el modelo de las cuatro ramas de Salovey y Mayer (1990), que se centra en las habilidades o capacidades cognitivas que están involucradas en el procesamiento de la información emocional y otros modelos mixtos, es decir, que no solo se centran en habilidades cognitivas, sino que agregan factores afectivos, emocionales, personales y sociales que ayudan en nuestras habilidades de adaptación y éxito en la vida. Entre ellos están el modelo de competencias de Goleman (1995) y el modelo multifactorial o de inteligencias no cognitivas de Bar-On (1997). Mientras tanto, el modelo de Goleman define la Inteligencia emocional como el conjunto de habilidades conformadas por autoconocimiento, autocontrol, entusiasmo, capacidad de automotivarse, tener empatía, resolver conflictos y colaborar con los demás (Goleman,1995), el modelo de Bar-On define la inteligencia emocional como "competencias emocionales y sociales interrelacionadas, habilidades y facilitadores que determinan la eficacia con que entendemos y expresamos, comprendemos a los demás y nos relacionamos con ellos, y enfrentamos las demandas diarias".(Bar-On, 2006)

### Confusiones conceptuales
Se ha criticado el trabajo de Goleman, sobre todo sus primeras obras, por asumir la existencia de un tipo de inteligencia asociada a las emociones. Hans Eysenck señala que la obra de Goleman contiene conceptos errados sobre qué es la inteligencia, y va incluso a contramano del consenso científico en la materia.[cita requerida]

[Goleman] ejemplifica con mayor claridad que lo absurdo de la tendencia a clasificar casi cualquier tipo de comportamiento como una "inteligencia"... Si esas cinco "habilidades" definen la "inteligencia emocional", esperaríamos alguna evidencia de que están altamente correlacionadas; Goleman admite que podrían estar un poco desrelacionadas, y en todo caso si no podemos medirlas, ¿cómo sabemos si lo están? Así que toda la teoría se construye sobre arena movediza: no hay ninguna base científica sólida".
Eysenck, H.J. (2000). Intelligence: A New Look.

Del mismo modo, Locke afirma que el concepto de la inteligencia emocional es en sí una mala interpretación del concepto de inteligencia, y ofrece una interpretación alternativa: no es otra forma o tipo de inteligencia, sino que es la inteligencia (entendida como la capacidad de comprender abstracciones) aplicada a un dominio particular de la vida: las emociones. Sugiere que el concepto debe reetiquetarse como una habilidad.
La esencia de esta crítica es que la investigación científica depende de la utilización válida y consistente de constructos, y que antes de la introducción del término de la inteligencia emocional, muchos psicólogos ya habían establecido distinciones teóricas entre factores tales como las habilidades y logros, habilidades y hábitos, actitudes y valores, rasgos de personalidad y estados emocionales. Por lo tanto, algunos expertos creen que el término de la inteligencia emocional confunde conceptos y definiciones aceptadas.

### Capacidades versus cualidades morales
Adam Grant advirtió de la percepción común pero errónea de la IE como una cualidad moral deseable en lugar de una habilidad. Grant afirma que una IE bien desarrollada no solo es una herramienta fundamental para el cumplimiento de metas, sino que tiene un lado oscuro como un arma para manipular a los demás robándoles su capacidad de razonar.

### Valor predictivo
Landy afirma que los pocos estudios de validez incremental realizados en la IE han demostrado que añade poco o nada a la explicación o predicción de algunos resultados comunes (principalmente éxitos académicos y laborales). Landy sugirió que la razón por la que algunos estudios han encontrado un pequeño aumento en la validez predictiva es una falacia metodológica, a saber, que las explicaciones alternativas no han sido totalmente consideradas:

La IE se compara y contrasta con una medida de la inteligencia abstracta, pero no con una medida de la personalidad, o con una medida de la personalidad, pero no con una medida de la inteligencia académica
Landy, F.J. (2005). Some historical and scientific issues related to research on emotional intelligence. Journal of Organizational Behavior, 26, 411-424.

Del mismo modo, otros investigadores han expresado su preocupación por el grado en que las medidas de autoinforme de la IE se correlacionan con dimensiones de la personalidad establecidas. En general, se dice que mediciones autorreportadas de IE y mediciones de personalidad tienden a converger, ya que ambas pretenden medir los rasgos de personalidad. En concreto, parece haber dos dimensiones del "Big Five" que se destacan como las más relacionadas con el autorreporte de la IE: neuroticismo y extraversión. En particular, el neuroticismo se ha dicho que se relaciona con la emocionalidad negativa y la ansiedad. Intuitivamente, las personas que puntúan alto en neuroticismo tienden a baja calificación en los autorreportes de IE.
Las interpretaciones de las correlaciones entre los cuestionarios y la personalidad de la IE han sido variadas. La visión predominante en la literatura científica es la opinión de que debe reinterpretarse la IE como un conjunto de rasgos de personalidad.

## Habilidades socioemocionales
Las habilidades socioemocionales (HSE) se refieren al conjunto de competencias necesarias para gestionar las emociones, establecer relaciones saludables y tomar decisiones responsables. Estas habilidades incluyen la empatía, la valoración de la diversidad, la cooperación, la gestión emocional y la resolución de conflictos, fundamentales para el desarrollo integral de las personas y el bienestar colectivo. La educación que potencia estas habilidades busca formar ciudadanos capaces de interactuar en sus comunidades de forma constructiva y de participar en la construcción de una sociedad más justa y sostenible.
Sumado a lo anterior, el autor Delors (2024) nos menciona que la educación a lo largo de la vida se basa en cuatro pilares: aprender a conocer, aprender a hacer, aprender a vivir juntos, aprender a ser.  En este sentido nos plantea en el apartado de "Aprender a ser" la importancia del desarrollo de la persona a un nivel global y señala como preponderante conferir a todos los seres humanos la libertad de pensamiento, pero también de sentimientos para alcanzar la plenitud. Sumado a ello enmarca a la educación como un viaje al interior del individuo, en el que la estructura social juega un papel vital para el desarrollo, para lo cual es imprescindible el desarrollo de habilidades emocionales, motoras, intelectuales y biológicas. Con lo cual podemos darnos cuenta de que el individuo requiere de todas las esferas del desarrollo para formarse como un ser integral incluyendo la parte emocional y creativa dentro del aula. 

### Importancia de las habilidades socioemocionales en la educación
El aprendizaje de las HSE tiene un impacto significativo en el desarrollo integral del alumnado. Diversas investigaciones indican que los programas de educación socioemocional contribuyen a mejorar el rendimiento académico, reducir problemas de conducta y fortalecer la convivencia escolar. La educación de estas competencias también se asocia a la prevención de riesgos como violencia, depresión, abandono escolar y consumo de sustancias.Además, el desarrollo de habilidades socioemocionales está vinculado con la mejora de las relaciones interpersonales, el manejo del estrés y la regulación emocional, lo cual es fundamental en un contexto educativo donde las interacciones sociales son constantes.
El informe Los futuros de la educación: aprender a transformarse (UNESCO, 2022) subraya que el aprendizaje socioemocional es clave en la educación del siglo XXI. En un contexto de creciente complejidad e incertidumbre, este enfoque busca garantizar que los estudiantes no solo adquieran conocimientos académicos, sino que también desarrollen competencias emocionales y sociales que les permitan convivir en paz, enfrentar desafíos y contribuir al bien común. La UNESCO propone que la educación se organice en torno a principios de cooperación, solidaridad e inclusión, destacando la importancia de entornos educativos que fomenten el bienestar individual y colectivo.
Las habilidades socioemocionales juegan un papel relevante en la consecución de los Objetivos de Desarrollo Sostenible (ODS). Por ejemplo, la meta 4.7 del ODS 4 (Educación de calidad) promueve el desarrollo de competencias que preparen a los estudiantes para participar en la creación de sociedades pacíficas y sostenibles. Además, estas habilidades apoyan otros ODS, como el ODS 3 (Salud y bienestar), al contribuir al manejo del estrés y la ansiedad, y el ODS 16 (Paz, justicia e instituciones sólidas), al promover la tolerancia, la justicia y la cohesión social.